# Bowl (football américain)
Pour les articles homonymes, voir Bowl.

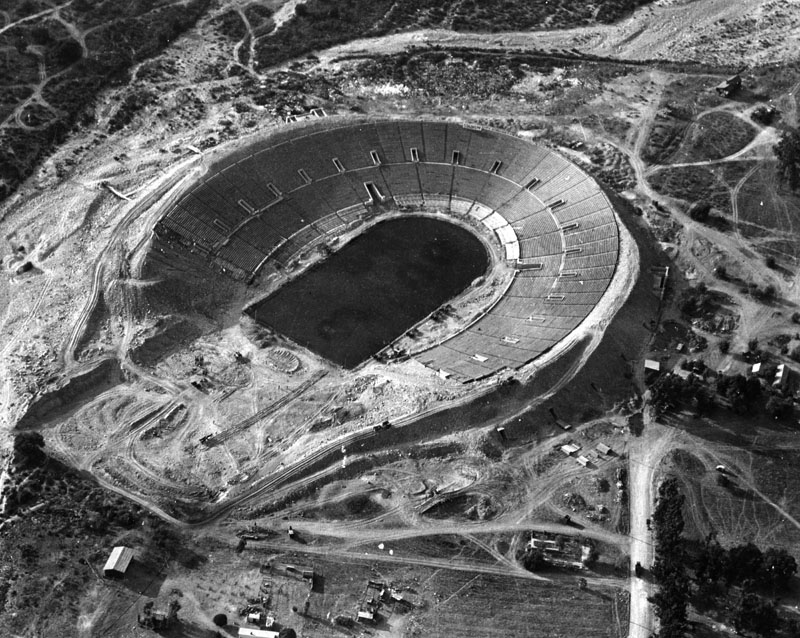
Le stade du Rose Bowl en cours de construction en 1921.

Un Bowl ou Bowl Game est une rencontre de football américain jouée essentiellement au niveau universitaire dans la NCAA Division I Football Bowl Subdivision.
Elles sont considérées comme des finales entre équipes universitaires et elles constituent le plus souvent la dernière rencontre de la saison pour les équipes qualifiées. Pour être éligible à un bowl, l'équipe doit finir la saison régulière avec au moins 6 victoires et être invité par les organisateurs des bowls. Lorsque le nombre d'équipes n'est pas suffisant pour satisfaire l'ensemble des matchs prévus, des équipes possédant 5 victoires sont sélectionnées en fonction de leur classements et des liens du bowl avec les conférences.
Pour la saison 2024, 35 bowls sont organisés hors College Playoffs. Ce dernier se compose de 4 rencontres de premier tour (wild card), 4 quarts de finales, 2 demi-finales et la finale nationale.

## Origine
À l'origine le mot « Bowl » (qui signifie cuvette en anglais) est une référence à la forme du stade Rose Bowl construit en  1916, à Pasadena en Californie, à proximité de Los Angeles. Ce stade accueille son premier match de football en 1923 et est par la suite surnommé « la cuvette de Rose » (Rose Bowl en anglais), en référence au nom de la Parade du Tournoi des Roses datant de 1895. Depuis, toutes les finales de football américains universitaires portent le nom de bowl.

## Histoire
Bien que le nom n'existait pas à l'époque, le tournoi des Roses, connu sous le nom de Rose Bowl, est joué dans le stade Rose Bowl depuis 1895 ce qui en fait le plus ancien bowl universitaire. Il est joué annuellement depuis 1916 et a fêté sa 100e édition en 2014. Considéré comme l'un des plus prestigieux bowls, il est surnommé « le grand-père de tous ». Il a souvent servi à déterminer le champion national avant la mise en place récente d'une finale nationale dont il fut l'hôte à plusieurs reprises. 
Cinq autres bowls sont considérés comme majeurs en raison de leur ancienneté, de leur prestige et du montant de leur dotation : le Sugar Bowl, l'Orange Bowl, le Fiesta Bowl, le Peach Bowl et le Cotton Bowl.

## Organisation

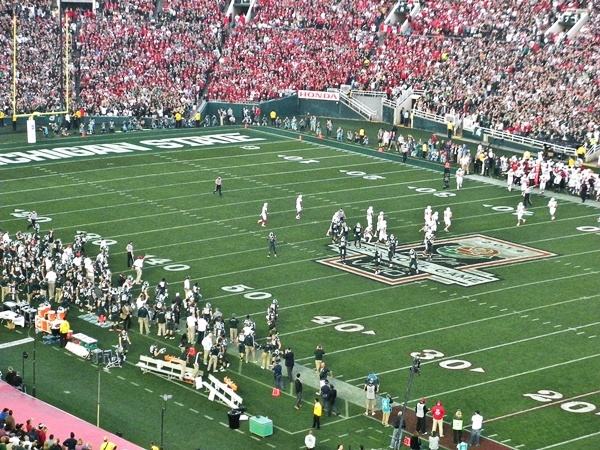
Le Rose Bowl 2014 remporté par Michigan State face à Stanford.

Tous les bowls sont organisés de manière indépendante, mais le calendrier est organisé et géré en association avec la NCAA. La grande majorité des bowls est sponsorisée par des sociétés privées, impliquant des changements de noms fréquents en fonction des contrats avec les sponsors. 
Les dotations varient beaucoup, de centaines de milliers de dollars pour les bowls mineurs à plusieurs millions pour les bowls majeurs ce qui en fait des matchs cruciaux pour les universités sur plan financier. Les bowls sont traditionnellement organisés au moment des fêtes de Noël et du jour de l'An. Les premiers bowls commencent pendant la dernière quinzaine de décembre et se terminent début janvier. En fonction des saisons, un bowl peut avoir lieu fin décembre ou début janvier, ce qui explique qu'un même bowl puisse avoir deux éditions au cours de la même année civile, ces matchs étant repris dans des saisons différentes.
Bien que les organisateurs de chaque bowl décident des invitations, un système de partenariat existe avec les conférences, ce qui restreint les choix possibles. D'autre part, le classement au sein d'une conférence est décisif. Les équipes sélectionnées pour les bowls majeurs sont décidées par le classement du Top 25 du College Football Playoff.

## Autres emplois du terme «bowl»

### Niveau professionnel
Le nom a aussi été donné, par dérivation, à tout match majeur de football américain, par exemple le Super Bowl, finale de la National Football League (NFL), ligue professionnelle née de sa fusion avec l'AFL en 1967. C'est également le cas du Pro Bowl (dénommé actuellement Pro Bowl Games), compétition réunissant les meilleurs joueurs après la saison régulière de la NFL.

### College Football All Star Bowl
Au niveau universitaire, plusieurs rencontres sont organisés après la fin de saison. L'East–West Shrine Game (en), est un match organisé fin janvier depuis 1925 qui oppose les meilleurs joueurs sélectionnés dans les équipes « East » et « West ». Enfin, le Senior Bowl rassemble les meilleurs prospects universitaires de dernière année, cette fois opposant les meilleurs joueurs des équipes « North » au « South ». Le Senior Bowl est parrainé par la NFL et se joue une semaine avant le Super Bowl.

### Rivalités historiques
Parfois, le terme « bowl » est également utilisé pour qualifier le match entre deux universités rivales ou un derby. Ainsi, l'« Iron Bowl » est le derby annuel de l'Alabama entre les Tigers d'Auburn et les Crimson Tide de l'Alabama. L'Egg Bowl est le derby du Mississippi entre les Rebels d'Ole Miss et les Bulldogs de Mississippi State.

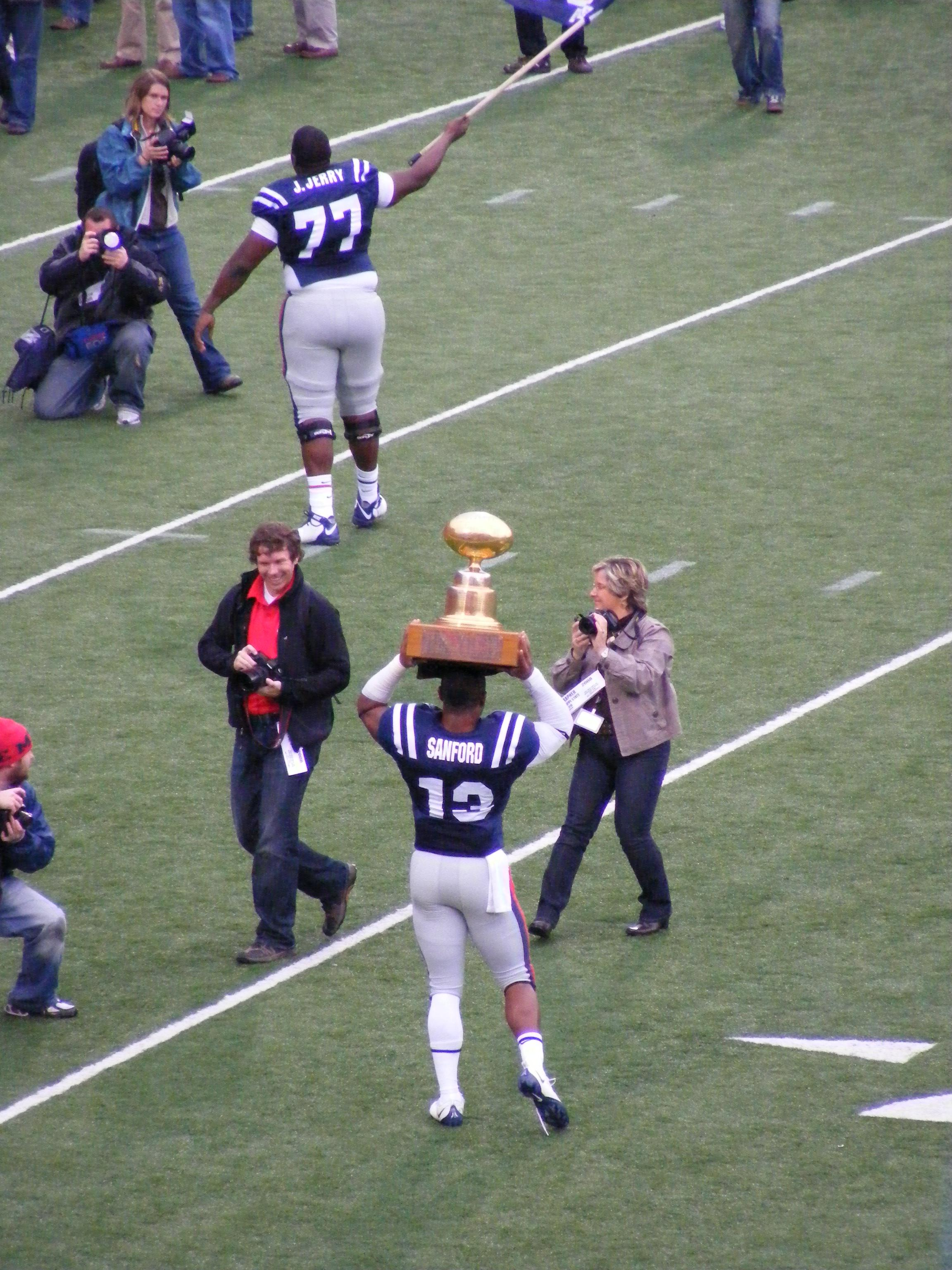
LEgg Bowl 2008 remporté par les Rebels d'Ole Miss face aux Bulldogs de Mississippi State. Ici, la célébration de la victoire avec le trophée de l'œuf d'or.

Parmi les autres bowls désignant des rivalités, on trouve notamment :
- Le Black and Blue Bowl (en) : Golden Eagles de Southern Miss contre les Tigers de Memphis
- Le Crab Bowl Classic : les Terrapins du Maryland et les Midshipmen de la Navy
- Le Shula Bowl (en) entre les Owls de Florida Atlantic et les Panthers de Florida International University
- Le Textile Bowl (en) entre les Tigers de Clemson et les Wolfpack de North Carolina State